# Tagubanhan
Tagubanhan est une île boisée située au nord-est de la province d’Iloílo, aux Philippines. Elle fait partie de la municipalité de Concepción.

## Localisation et géographie
Tagubanhan se trouve dans la mer de Visayan, à 1,6 kilomètre au sud-est de l’île de Panay. Faisant partie des îles Concepción, Tagubanhan se trouve au sud-ouest de l’île Igbon et au nord-ouest de l’île Anauayan. Tagubanhan est séparée de Panay par un canal profond. Son point culminant atteint 300 m. Au nord-ouest de Tagubanhan se trouve le mont Apiton, et le canal entre Tagubanhan et Panay est connu sous le nom de col d’Apiton.